# David Heath (homme politique)
Pour l’article homonyme, voir David Heath.
David William St John Heath (né le 16 mars 1954) est un optométriste britannique et un homme politique libéral démocrate. Il est député de Somerton et Frome et ministre d'État à l'Agriculture et à l'Alimentation. 

## Jeunesse
Heath est né à Westbury-sub-Mendip dans les Collines de Mendip. Il fait ses études à Millfield Preparatory School puis à Millfield School, une école indépendante de Street, Somerset. Il étudie ensuite au St John's College de l'Université d'Oxford, où il obtient une maîtrise en sciences physiologiques. Il étudie ensuite l'optique ophtalmique à la City University de Londres.
Heath travaille comme optométriste pendant dix-sept ans à partir de 1979. Il est également membre honoraire du Collège des optométristes. Il devient consultant parlementaire au World Wide Fund for Nature en 1990, avant de rejoindre Age Concern au même titre en 1991. Il travaille pour diverses autres organisations caritatives en tant que consultant depuis 1995.

## Carrière politique
Il est élu membre libéral du Somerset County Council en 1985, devenant le chef du conseil de 1985 à 1989. À l'âge de 31 ans, il est le plus jeune dirigeant d'un conseil de comté. Il reste à la tête du groupe libéral démocrate jusqu'en 1991 et démissionne du conseil en 1997.
Il se présente sans succès Somerton et Frome aux élections générales de 1992 où il est battu par le nouveau député conservateur Mark Robinson par 4 341 voix. Il est élu à la Chambre des communes lors des élections générales de 1997 en battant Robinson à Somerton et Frome par seulement 130 voix et reste député jusqu'en 2015. Il prononce son premier discours le 21 mai 1997.
Au Parlement, il siège au Comité spécial des affaires étrangères pendant deux ans à partir de 1997 et est en même temps nommé porte-parole de la première instance sur les affaires étrangères par Paddy Ashdown. Il devient porte-parole de l'agriculture, de la pêche et de l'alimentation sous la nouvelle direction de Charles Kennedy en 1999. À la suite de l'élection générale de 2001, il est porte-parole sur le travail et les retraites et membre du comité spécial de la science et de la technologie. En 2003, il est nommé porte-parole du parti pour les affaires intérieures avant de prendre le poste de Leader de la Chambre des communes et du département des affaires constitutionnelles en 2005, puis du ministère de la Justice en 2007. Heath est également membre du Comité spécial sur la modernisation de la Chambre des communes de 2005 à 2006.
Heath se présente à la direction adjointe des libéraux démocrates en 2006 et arrive troisième au premier tour.
En mars 2008, Heath est l'un des trois porte-parole libéraux démocrates à défier le whip du parti et à voter en faveur d'un référendum sur le traité de Lisbonne, et est limogé. En octobre 2008, il revient au premier plan lorsqu'il est choisi pour diriger une commission libérale démocrate sur la vie privée au Royaume-Uni et en janvier 2009, il est reconduit comme chef de la Chambre des communes pour les lib-dem. En 2010, il est réélu député de Somerton et Frome.
Il est vice-président du groupe transpartisan sur les Nations unies, la Roumanie et le groupe sur la santé oculaire et les déficiences visuelles. Il est également le trésorier du groupe de pharmacies.
Après plus de trois ans de service au sein du gouvernement de coalition, Heath est limogé en tant que ministre lors d'un remaniement et retourne sur les bancs arrière, faisant sa première apparition en tant que député d'arrière-ban le 10 octobre 2013 lors de la déclaration commerciale dans laquelle le leader de la Chambre des Communes, Andrew Lansley lui rend hommage pour son service au gouvernement. Plus tard dans la même semaine, il annonce son intention de se retirer lors des élections générales suivantes.
En mars 2015, il est nommé au Conseil privé du Royaume-Uni.

## Vie privée
Il épouse Caroline Netherton en mai 1987 dans le Somerset et ils ont une fille (née en mai 1988) et un fils (né en mai 1991); ils vivent dans la circonscription de Witham Friary. Il est président de l'Autorité de police d'Avon et du Somerset pendant trois ans à partir de 1993. Il est Commandeur de l'Ordre de l'Empire britannique en 1989.